# Паркак, Сара
Сара Хелен Паркак (Sarah Helen Parcak; род. 1979, Бангор, Мэн) — американский археолог, египтолог и антрополог, специалист в области дистанционного зондирования в археологии. Доктор философии (2005), профессор Алабамского университета в Бирмингеме. Лауреат TED prize (2016).

## Биография
Окончила Йельский университет (бакалавр египтологии и археологии, 2001). В кембриджском Тринити-колледже получила степени магистра (2002) и доктора философии (2005) по египетской археологии (для последней занималась под началом египтолога Барри Кемпа). С 2006 года ассистент, с 2011 года ассоциированный профессор кафедры истории и антропологии Алабамского университета в Бирмингеме, ныне его профессор, также с 2007 года директор-основатель университетской лаборатории глобального наблюдения.
С 2010 года член Общества древностей (Society of Antiquaries), старший член TED (2013, член 2012) и член National Geographic (2013).
После получения TED prize 2016 года в сумме 1 млн долларов, вместе с командой экспертов учредила GlobalXplorer, запущенную в январе 2017 года.
Автор «Satellite Remote Sensing for Archaeology» (2009) — первого учебника в данной области.
Состоит в браке с археологом Грегори Мамфордом.
Неофициально в СМИ называется современным / космическим Индианой Джонсом.

## Награды и премии
- BBJ Top 40 Under 40
- TED prize (2016)
- American Ingenuity Award, Smithsonian Magazine (2016)[9]
- Upstart 100 (2016)
- Antiquity Prize журнала Antiquity (journal)[англ.] (2017, совместно с супругом)
- Phi Beta Kappa Award in Science[англ.] (2020)[10]